# Джовани дале Банде Нере
Вижте пояснителната страница за други личности с името Джовани.
Лудовѝко ди Джовàни де Мèдичи (на италиански: Ludovico di Giovanni de' Medici), известен също като Джовани дале Банде Нере („Джовани с черните знамена“) (на италиански: Giovanni dalle Bande Nere; * 6 април 1498, Форли, Графство Форли; † 30 ноември 1526, Мантуа, Маркграфство Мантуа), е последният от великите италиански кондотиери, представител на кадетския клон на фамилията Медичи – Пополано, баща на първия велик херцог на Тоскана Козимо I де Медичи.
Той е последният капитан на средновековните наемнически дружини и става свидетел на упадъка на тежката кавалерия. Смятан е от Николо Макиавели за единствения, способен да защити италианските държави от идването на император Карл V.

## Произход
Потомък по майчина линия на известния кондотиер Муцио Атендоло Сфорца, той е син на Джовани де Медичи, от 1494 г. Джовани Пополано (* 1467, † 1498), флорентински аристократ, политически деятел на Флорентинската република, и на съпругата му Катерина Сфорца (* 1463, † 1509), господарката-воин на Форли и Имола, една от най-известните жени на Ренесанса. Наречен е Лудовико в чест на чичо си Лудовико Мавъра, херцог на Милано, но след смъртта на баща му майка му променя името му на Джовани. Негови дядо и баба по бащина линия са Пиерфранческо I де Медичи Стари, флорентински банкер и политик, и Лаудомия Ачайоли, а по майчина – Галеацо Мария Сфорца, херцог на Милано (1466 – 1476), и метресата му Лукреция Ландриани. Има пет полубратя и една полусестра от първия брак на майка си, и един полубрат от втория ѝ брак.

## Биография

### Ранни години
Джовани губи баща си, още ненавършил една година. Прекарва детството си в манастир, тъй като майка му е затворничка на Чезаре Борджия. През 1509 г. Катерина Сфорца умира и след смъртта на Луфо Нумай, първият учител на Джовани, настойници на младия мъж стават религиозното лице Франческо Фортунати и много богатият флорентинец Якопо Салвиати, съпруг на Лукреция де Медичи, дъщеря на Лоренцо Великолепни. Якопо Салвиати често трябва да компенсира многобройните ексцесии на момчето с авторитета и славата си. През 1511 г. обаче той не може да избегне забраната му във Флоренция, защото убива момче на неговата възраст в битка между банди момчета. Забраната е оттеглена на следващата година.
Когато Салвиати е назначен за посланик в Рим през 1513 г., Джовани го следва и е записан в папските милиции благодарение на посредничеството му при папа Лъв X, който е брат на Лукреция де Медичи. Въпреки това не минава ден, в който Джовани да не се забърка в неприятности. Събитието, което го прави известен по онова време, е сблъсъкът на моста на Кастел Сант Анджело на него и някои от новите му римски приятели с по-многобройна въоръжена група, принадлежаща на Камило Орсини от фамилията Орсини. Джовани се нахвърля срещу командира на тази група, наречен „Бранкачо“, и го убива. Новината предизвиква сензация, тъй като убитият е мъж, свикнал да воюва, и е служил при различни капитани: фактът, че 16-годишният Джовани е успял да го убие, прави младежа известен. Въпреки това Якопо Салвиати решава да отстрани протежето си от Рим, като го изпраща в Неапол, макар и за кратко, тъй като поведението му не се променя и там. Така че Салвиати не може да направи нищо, освен да го изпрати обратно във Флоренция.

### На служба на папата
Бойното кръщение на Джовани в новата му роля на папски войник е на 5 март 1516 г. във войната срещу Урбино в свитата на Лоренцо II де Медичи. Войната продължава само 22 дни, след което Франческо Мария I дела Ровере се предава. Джовани си създава собствена дружина. Въпреки неспокойния си характер той успява да научи мъжете от нея – недисциплинирани, груби и индивидуалисти, на дисциплина и послушание. Той също така наблюдава, с характерната си проницателност, упадъка на тежката кавалерия. Когато създава своя собствена дружина, Джовани избира да използва малки и леки коне, за предпочитане турски или берберски, подходящи за тактически задачи като авангардни сблъсъци или засади; той определя мобилността като най-полезното оръжие за използване. Особено набляга на духа на корпуса, който тогава много липсва. Новодошлите получават специално обучение, често давано от самия Джовани, Предателите често са осъждани на смърт.
През 1520 г. той побеждава няколко бунтовнически владетели от региона Марке, включително Лодовико Ефредучи, убит в битка край Фалероне. През 1521 г. папа Лъв X се съюзява с император Карл V срещу краля на Франция Франсоа I, за да позволи на Сфорца да си възвърнат контрола над Милано и да окупират изгубените градове Парма и Пиаченца. Джовани е нает и поставен под командването на Просперо Колона. През тази година Джовани идва на помощ с войските си на полусестра си Бианка Риарио, родена от първия брак на майка му с Джироламо Риарио, който се грижи за Джовани по времето, когато Катерина е затворничка на папата в Кастел Сант Анжело. Бианка, овдовяла и наследница на Троило I през 1521 г., е тормозена от своя роднина Бернардо де Роси, епископ на Тревизо, който предявява претенции към имоти в Сан Секондо. През 1522 г. епископът се сблъсква в битката при Сан Секондо с Джовани, който окупира земите му и връща графството на своята полусестра. По време на неговия престой в Реджо Емилия Джовани се запознава с поета и писателя Пиетро Аретино, бягащ от Рим, който го следва оттогава нататък и остава негов приятел до смъртта му. Джовани участва в битката при Ваприо д'Ада през ноември: прекосява река Ада, контролирана от французите, и ги обръща в бягство, отваряйки пътя към Павия, Милано, Парма и Пиаченца.
На 1 декември 1521 г. умира папа Лъв X и Джовани, за да изрази траура си, нарежда да се почернят знамената, които дотогава са на бели и лилави ивици, като по този начин става известен на потомството като Джовани дале Банде Нере.
През 1522 г. той е нает от французите и участва както в обсадата на Павия, така и в битката при Бикока. През август 1523 г. е нает от императорите. През януари 1524 г. атакува през нощта лагера на спящия френски рицар Пиер Терай, господар на Баяр, като го кара да избяга и взима в плен над триста войници. Впоследствие той се изправя срещу швейцарците, най-страшната пехота на времето, които междувременно са слезли от Валтелина, за да помогнат на французите. Джовани ги побеждава при Каприно Бергамаско, изтласквайки френската армия от Италия.
Междувременно в Рим папа под името Климент VII става папа Джулио Дзаноби де Медичи – братовчед на бащата на Джовани. Новият папа изплаща всички дългове на Джовани, но го моли в замяна да премине към французите. Това се случва през ноември-декември 1524 г., когато Франсоа I отново влиза в Италия за военна кампания и се връща в Ломбардия, заставайки на страната на Павия, където претърпява известното горчиво поражение и затвор. Дружината на Джовани не участва в битката при Павия: в схватка на 18 февруари 1525 г. той е тежко ранен от аркебуз в пищяла на крака. Фактите от февруари 1525 г. често се бъркат с тези от ноември 1526 г., когато Джовани е ранен в бедрото от удар от фалконет. Пиетро Аретино, в много известното и внушително писмо (№ 4 от първата си книга), също дава същата версия: „... ето (уви) мускет, който удря крака му, вече ранен от аркебуз...“ Джовани е незабавно транспортиран до Пиаченца, както е съобщено от Аврам Ариè – лекарят, изпратен от Маркиза на Мантуа Федерико II Гондзага. На 7 март Джовани пристига в района на Парма, в замъците на сестра си. Едва през месец май той отива във Венеция, където успява да се възползва, в последната част от възстановяването си, от благотворните термални бани на близкия Абано. Неговата дружина отчасти го следва, отчасти се разпуска. Във Венеция Джовани би могъл да се постави в услуга на Венецианската република, но отказва с изречението: „Нито на мен ми е изгодно, защото съм твърде млад, нито пък на нея, защото е твърде стара“.

### Раняване и смърт
През 1526 г. крал Франсоа I се завръща свободен и през май се ражда Лигата от Коняк срещу Императора. Папа Климент VII застава на страната на краля и Джовани получава командването на папските войски. На 6 юли генерал-капитан Франческо Мария I дела Ровере, изправен срещу преобладаващите имперски сили, изоставя Милано, но Джовани отказва да се оттегли и атакува при Говерноло (днес махала на Ронкофераро), при вливането на река Минчо в река По, ландскнехтите – немски наемници, водени от ген. Георг фон Фрундсберг, дошли в Италия, за да накажат папата. Германските войски, слизащи през долината Киезе, преминават през държавата на Гондзага през портата Куртатоне дел Серальо със съгласието на маркиза на Мантуа Федерико II Гондзага. Вечерта на 25 ноември, по време на ожесточена битка близо до Говерноло, Джовани е улучен в десния крак от изстрел от фалконет (вероятно доставен от Алфонсо I д’Есте), което му причинява сериозна рана. Той незабавно е транспортиран до Сан Николо По, но не е намерен лекар и затова е транспортиран до двореца в Мантуа на Алоизио Гондзага, маркиз на Кастел Гофредо, където хирургът Аврам Ариè, който вече го е лекувал успешно две години по-рано, ампутира крака му. За да извърши операцията, лекарят поисква десет мъже да държат Джовани неподвижен. Заедно с Джовани е неговият лейтенант Лукантонио Копи. Джовани, в агония, първоначално е мислел да повери командването на войските на Лукантонио Купано, един от своите най-доверени войници, или на своя племенник Пиер Мария III де Роси от Сан Секондо Парменсе, син на сестра му Бианка, но всичко е безполезно: лишени от лидера и неговата харизма дружината се разпада.
Въпреки операцията гангрената е неудържима и за няколко дни води до смъртта на 28-годишния мъж. Доблестният кондотиер умира на 30 ноември 1526 г. и е погребан напълно въоръжен в църквата „Сан Франческо“ в Мантуа. От църквата „Сан Франческо“ през 1685 г. тялото му е преместено в Параклисите на Медичите в Базиликата „Сан Лоренцо“ във Флоренция, до това на съпругата му Мария Салвиати.

#### Есхумиране на тленните останки
През 1857 г., по време на първоначално проучване на телата на Медичите, тялото му е открито такова: „...бяха налични всички кости, с изключение на тези на ръцете; черепът беше затворен в шлема; десния пищял, разрязан от хирурга след артилерийския изстрел, който го бе счупил, познавайки добре от несъвършенството на разреза, че това трябва да е било причината за смъртта... Останките от бронята бяха близо до тялото, предимно корозирали от оксида и само нагръдникът можеше да се види непокътнат и парчетата, които покриваха лявата ръка...“
На 19 ноември 2012 г. започва проучването им. Гробницата е отворена и останките проучени в криптата на музея на Параклисите на Медичите във Флоренция като част от изследване, финансирано от Италианското дружество по ортопедия и травматология и проведено от Отдела по палеопатология на Пизанския университет, ръководен от професор Джино Форначари и подкрепен от Радиологичния отдел на болницата „Санта Мария Нуова“ във Флоренция, ръководен от д-р Иларио Менчи. Двете погребения на Джовани деле Банде Нере и съпругата му са били инспектирани през 1948 г. от Гаетано Пиерачини и, подобно на другите, изследвани по време на работата по „Проекта Медичи“, са били повредени от наводнението във Флоренция на 4 ноември 1966 г. и поради тази причина са се нуждаели от консервативна ревизия. Изследванията, проведени от палеопатолога Джино Форначари от Пизанския университет, окончателно установяват, че причината за смъртта на Джовани е била сепсис, причинен от удара с фалконет, който той получава в битката при Говерноло на 25 ноември 1526 г. Палеопатологичното изследване потвърждава, че смъртта е настъпила в резултат на гангрена, която е наложила ампутацията на десния му крак. Това изключва с научна сигурност слуховете, които са се разпространявали по онова време относно отговорността на еврейския лекар Авраам, който всъщност извършва отлична операция на Джовани, осигурявайки завършване на травматологичната полуампутация, причинена от фалконета, и регулиране на костните пънчета, спирайки гангрената, но не можейки да направи нищо за вече напредналия сепсис. Анализите констатират и развитие на костен калус в десния крайник, в резултат на раняване предходната година (на 18 февруари, по време на битката при Павия) от изстрел от аркебуз.

## Брак и потомство
∞ 1516 г. за Мария Салвиати (* 17 юли 1499, Флоренция, Флорентинска република; † 12 декември 1543, Вила ди Кастело, Флорентинска република), дъщерята на неговия настойник Якопо Салвиати и внучка на Лоренцо Великолепни, с която отраства, от която има един син:
- Козимо I де Медичи (* 12 юни/15 юни, 1519, Флоренция, † 21 април 1574, Флоренция), първият Велик херцог на Тоскана, управлявал от 1537 до 1574 г. По негово нареждане Джорджо Вазари построява двореца Уфици, който днес е една от най-големите картинни галерии.

Бракът на Джовани с Мария идеално обединява двата основни клона на Медичите, основавайки върху тях Великохерцогски род, който управлява Флоренция и Тоскана за още два века. Чрез потомката си Мария де Медичи Джовани също е предшественик на кралете на Франция, започвайки с Луи XIII.
- Мария Салвиати, 
съпруга
- Козимо I де Медичи, 
син

## Джовани в културата
- Портрет на Джовани деле Банде Нере, рисуван от Джан Паоло Паче, се съхранява в Галерия „Уфици“ във Флоренция. Генезисът на творбата е доста сложен и дълго време се е смятало, че е дело на Тициан.[29] Когато кондотиерът умира, Пиетро Аретино кара Джулио Романо да направи гипсов отпечатък на лицето му. Аретино дава калъпа на Алфонсо Ломбарди, тъй като той му обещава да получи портрет, но това не се случва и отпечатъкът се връща в ръцете на първия си собственик едва през 1543 г.[30] Между смъртта на Ломбарди и 1543 г. маската се озовава в ръцете на художник – може би разпознаваем като Джовани Бернарди ди Кастелболонезе, който иска да направи кристална гравюра (не се знае дали е успял). Последният, в съгласие с Аретино, поверява задачата за портрета на Тициан (1545), който обаче не може да я изпълни поради безброй ангажименти. За Аретино това е разочарование: той се оплаква от това в писмо до Козимо I де Медичи[31], син на Джовани, и накрая се обръща към Джан Паоло Паче, който завършва работата в края на 1545 г., получавайки комплиментите от поръчителя.[32]

- Статуята, която го изобразява седнал на пл. „Сан Лоренцо“ във Флоренция, е поръчана от Козимо I де Медичи на Бачо Бандинели.
- Има и негов портрет от XIX век, който се намира в ниша от късата страна на Уфици към река Арно до други известни портрети на флорентински кондотиери (Франческо Феручи, Пиер Капони и Фарината дели Уберти).
- Погребалният нагръдник на Джовани може да се види в Музея Стиберт във Флоренция.[33]
- Италианската певица Анна Окса му посвещава песента Giovanni.
- Няколко филма са вдъхновени и заснети от фигурата му:

1. Giovanni dalle Bande Nere, режисиран от Марио Казерини (1910)
2. Condottieri, известен също като Giovanni dalle Bande Nere, режисиран от Луис Тренкер и Вернер Клингер (1937)
3. Giovanni dalle Bande Nere, режисиран от Серджо Греко (1956)
4. Il mestiere degli armi, режисиран от Ермано Олми (2001)

## Банде Нере – дружината на Джовани
Произходът на Банде Нере („Черните знамена“) може да бъде проследен до дружините, които младият Джовани де Медичи командва по време на войната за Урбино през 1517 г. Този кратък конфликт за него е „военна школа“, в която той се обучава за решаващата фаза на Италианските войни, тази между 1521 и 1527 г., където печели голяма слава, преди да бъде смъртоносно ранен в Говерноло. През тези години Джовани и дружините му многократно сменят страните, преминавайки първо на служба на император Карл V, след това на краля на Франция Франсоа I, след това отново на Карл V и след това отново на Франсоа I.
Ранен няколко дни преди битката при Павия Джовани е отведен в Пиаченца, за да бъде лекуван там. Неговите дружини, останали без своя капитан, не могат да направят нищо срещу масата имперски ландскнехти, които са напуснали обсадения град.
За кратко време, под ръководството на Джовани, дружината става елитна формация, с малко сравнения в панорамата на италианските средновековни наемнически дружини, на които те представляват последният и най-важен пример. Дружината надживява смъртта на Джовани с почти две години.